# 保护录音制品制作者防止未经许可复制其录音制品公约
保护录音制品制作者防止未经许可复制其录音制品公约（英語：Convention for the Protection of Producers of Phonograms Against Unauthorized Duplication of Their Phonograms），简称唱片公约（英語：Geneva Phonograms Convention）或录音制品公约，是1971年世界知识产权组织制订的国际公约。公约在瑞士日内瓦通过，于1973年7月18日生效，保存人是联合国秘书长。

## 背景
各缔约国担心对录音制品未经许可的复制及其给作者、表演者和制作者利益的损害；相信对制作者的保护亦有利于表演者和作者；承认联合国教科文组织和世界知识产权组织在这方面所作工作的价值；期望其他相关国际协定得到更广泛的承认，制定本公约各条款。

## 内容
公约（第2条、第3条）规定缔约国应保护其他缔约国国民的录音制品制作者，防止未经其同意而制作复制品、防止此类复制品的进口和公开发行，执行方式应包括：
1. 通过授予版权或其他专项权利的方式保护；
2. 通过有关不正当竞争的法律保护；
3. 通过形式制裁的方式保护。

公约（第4条）规定对录音制品的保护不应低于20年。

### 世界知识产权组织国际局
公约（第8条）规定该局负责汇集出版相关的信息资料，各缔约国应当将相关的新法律和官方文件及时传送该局。

### 不允许保留
公约（第10条）不允许缔约国做出保留。